# Marcel Sabitzer

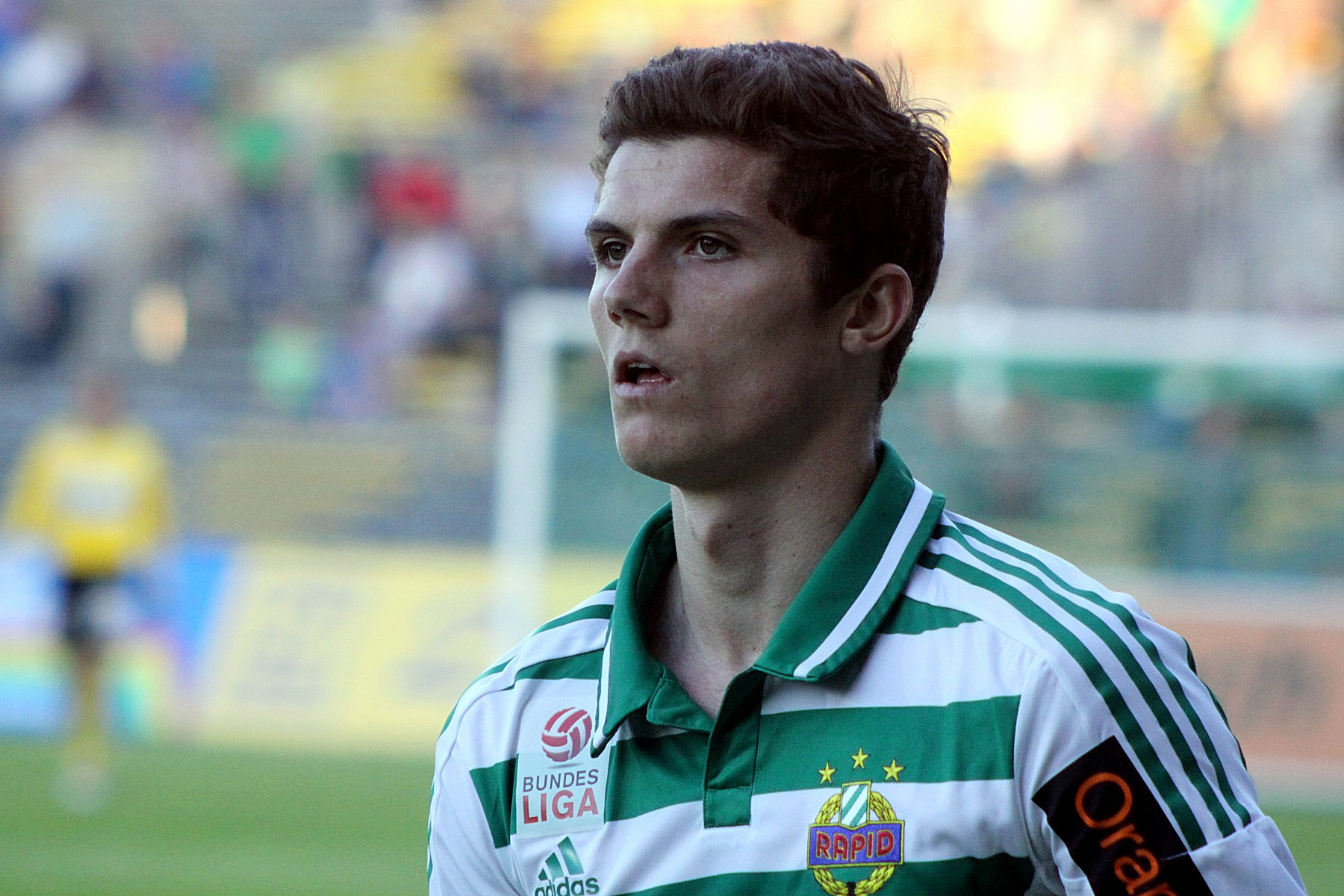
Marcel Sabitzer im Trikot des SK Rapid Wien

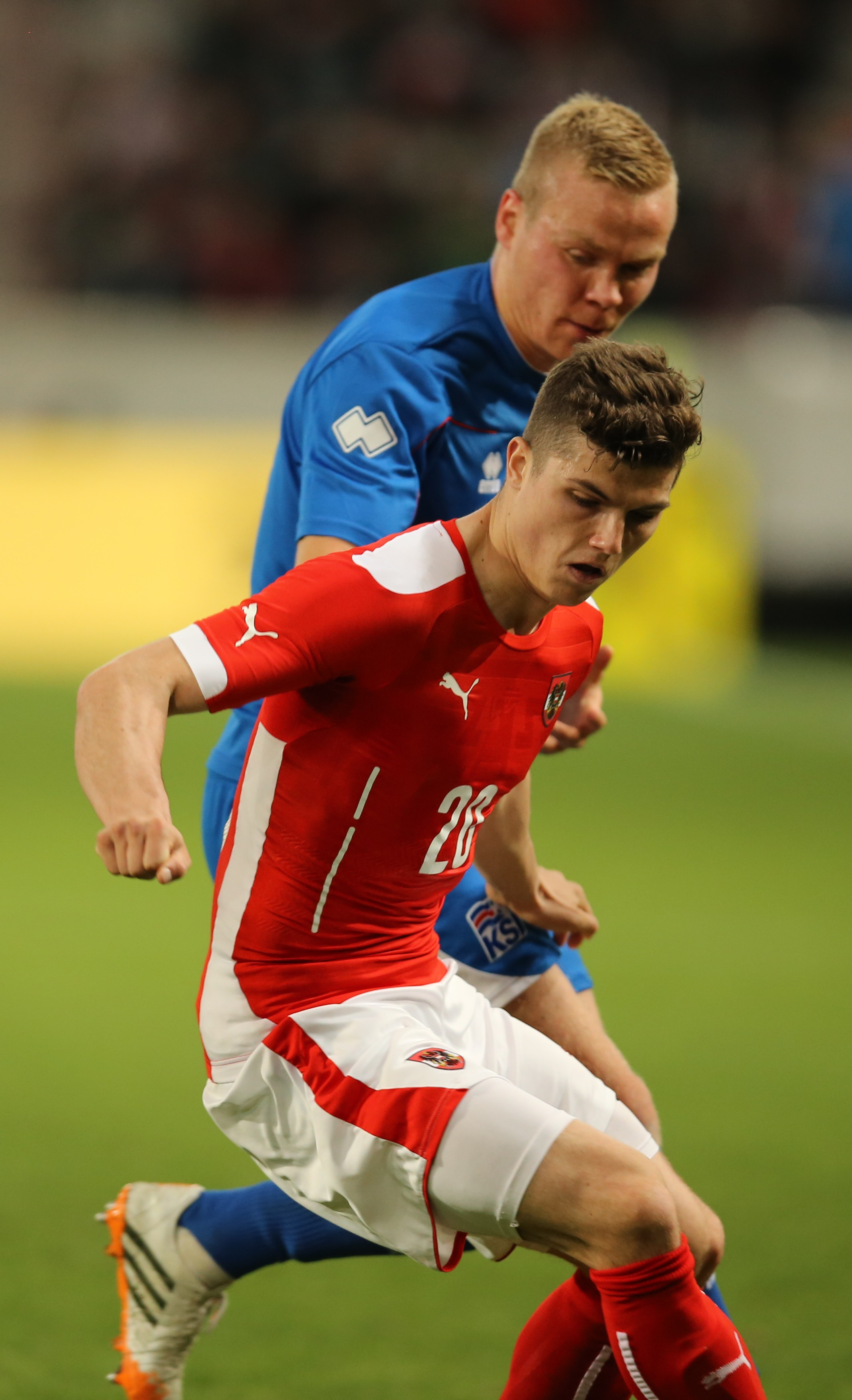
Sabitzer in einem Länderspiel gegen Island 2014

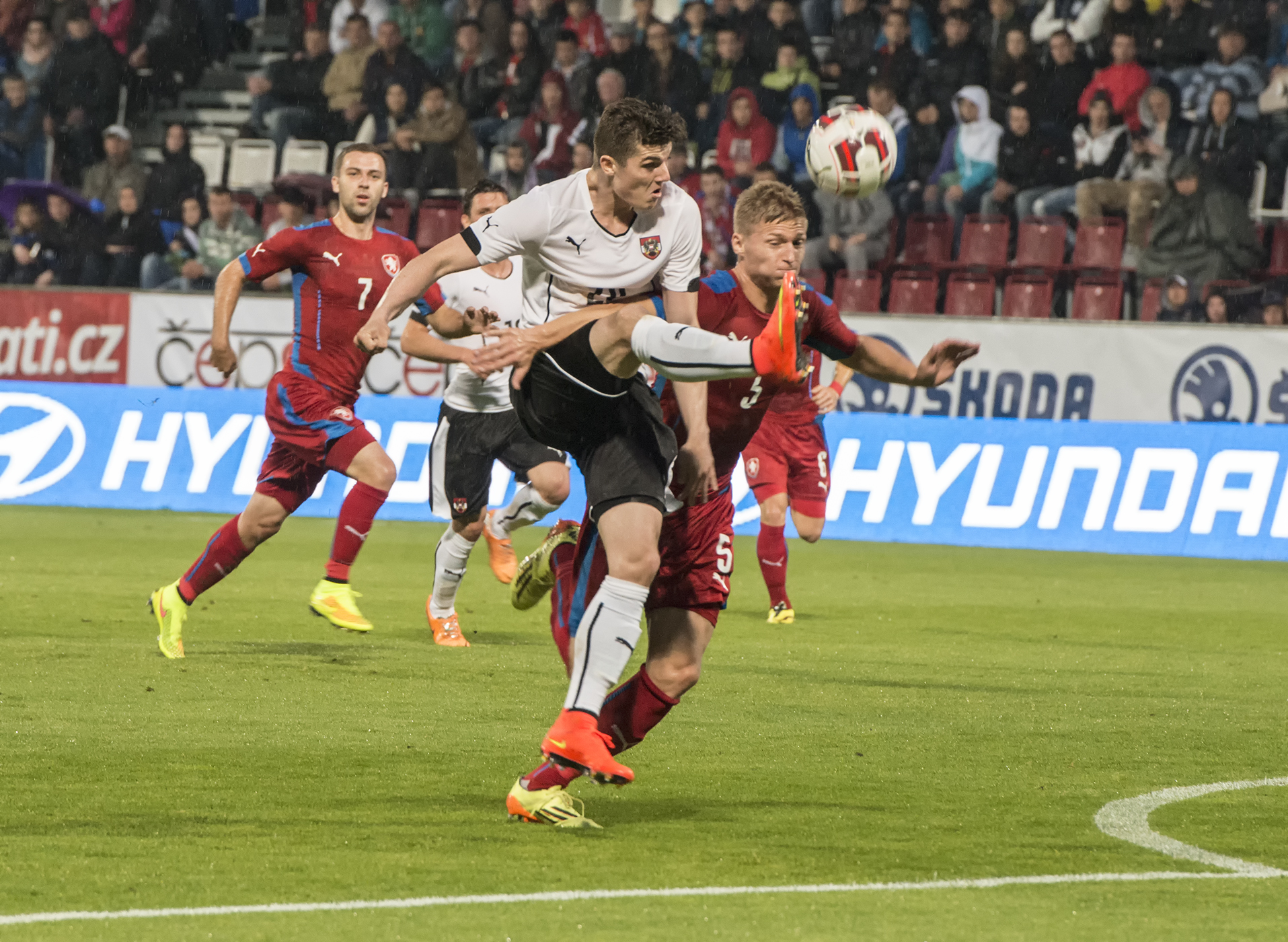
Marcel Sabitzer im Zweikampf mit Josef Hušbauer in einem Länderspiel gegen Tschechien 2014

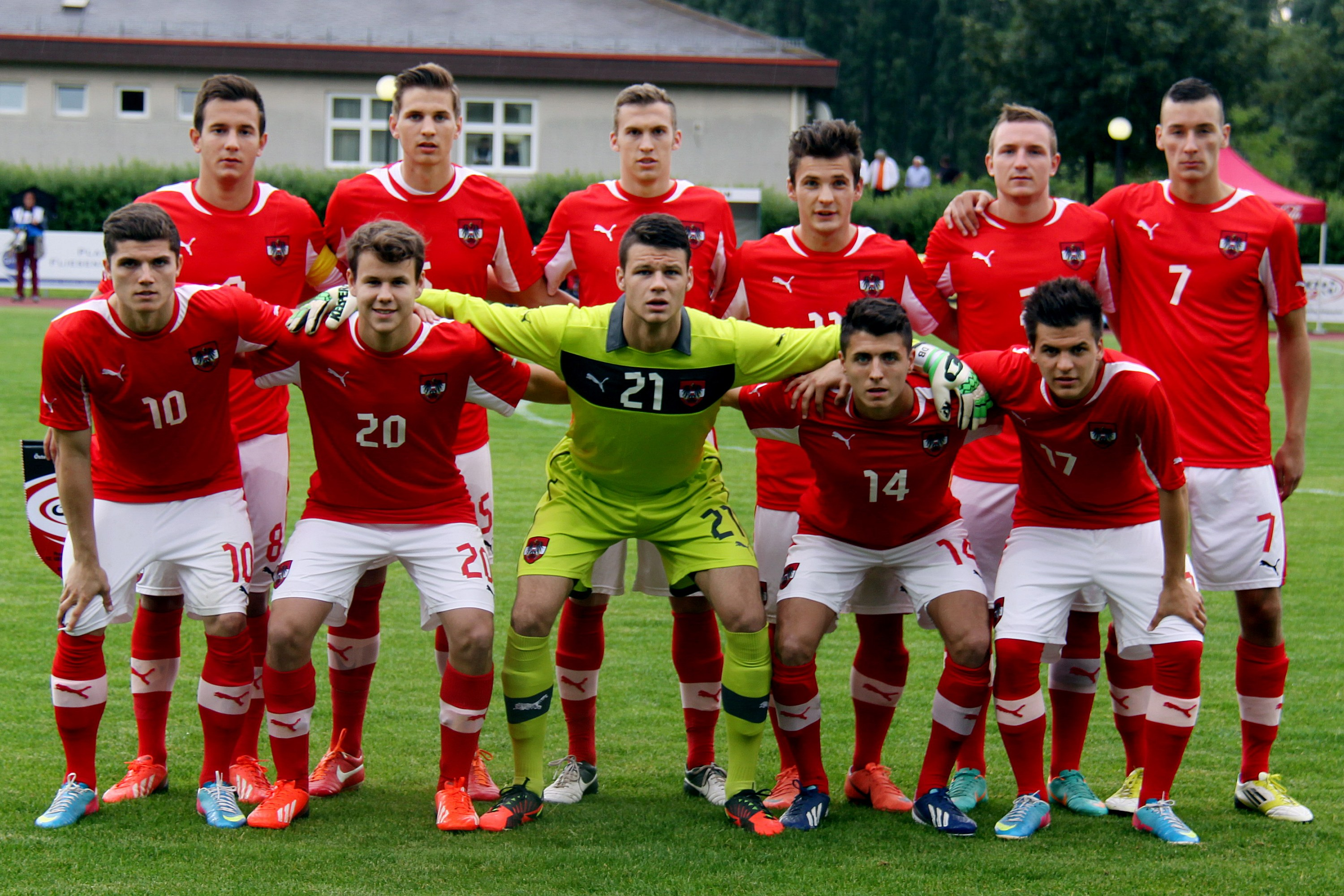
Marcel Sabitzer (vorne links) als Mitglied der U19-Nationalmannschaft

Marcel Sabitzer (* 17. März 1994 in Wels) ist ein österreichischer Fußballspieler. Der Mittelfeldspieler steht bei Borussia Dortmund unter Vertrag und ist A-Nationalspieler.
Sabitzer startete seine Profikarriere bei einem seiner Ausbildungsvereine, dem FC Admira Wacker Mödling, mit dem er 2011 Meister der Ersten Liga wurde und in die Bundesliga aufstieg. Von Jänner 2013 bis Juni 2014 spielte er für den SK Rapid Wien. Im Juli 2014 wechselte Sabitzer zu RB Leipzig, spielte aber zunächst eine Saison auf Leihbasis beim FC Red Bull Salzburg, mit dem er österreichischer Meister und Cupsieger wurde. Seit der Saison 2015/16 gehörte Sabitzer dem Kader der Leipziger an. Er stieg mit dem Verein in die Bundesliga auf und etablierte sich mit ihm als Vizemeister 2017 und 2021 in der Spitze des deutschen Fußballs. Ende August 2021 wechselte Sabitzer zum deutschen Rekordmeister FC Bayern München. Diesen verließ er für eine Halbserie in Richtung der englischen Premier League, wo er mit Manchester United den EFL-Cup im Elfmeterschießen gewann.
Im Nationaldress durchlief Sabitzer diverse Nachwuchsteams und spielt seit Juni 2012 in der A-Auswahl des ÖFB.

## Vereinskarriere

### Anfänge
Sabitzer begann seine Karriere im Jahr 2000 in der Jugend des ESV Admira Villach, als sein Vater Herfried beim BSV Bad Bleiberg in der Nachbarsgemeinde tätig war. Mit dem Wechsel des Vaters in der Folgesaison zum SV Mattersburg ins Burgenland kam der Sohn dann in die Jugend des damaligen Erstligisten Grazer AK, wo er sich zu einem der größten Offensivtalente des Vereins entwickelte. Von 2005 bis 2008 schoss Sabitzer in 63 Jugendspielen 49 Tore und feierte mit der U15-Mannschaft den Vizemeistertitel in der steirischen Liga. 2007 sicherte er sich außerdem als Leistungsträger der Sporthauptschule Weiz den österreichischen Schülerligatitel. Im Finale gegen das BRG Polgarstraße gelangen ihm die beiden ersten Treffer zum 3:0-Endstand.
Im Juni 2008 wechselte Sabitzer daraufhin in die Jugend des neu gegründeten SC Magna Wiener Neustadt, wurde jedoch umgehend an die damals noch in Kooperation mit Austria Wien betriebenen FSA/AKA U15 weitergegeben. Mit der FSA wurde er daraufhin Meister in der TOTO Liga und krönte sich mit 16 Toren in 22 Spielen zum besten Torschützen seines Vereins und Drittplatzierten in der Torschützenliste.
Zur Spielzeit 2009/10 wechselte der Offensivspieler in die Akademie des FC Admira Wacker Mödling, wo er gleichzeitig in der B- und A-Jugend auflief. Nach insgesamt 13 Toren in 14 Einsätzen für beide Jugendmannschaften, davon 5 Tore in 5 Spielen als fünfzehnjähriger für die U19, fand er erstmals Aufnahme in die zweite Mannschaft der Admira.

### Erste Stationen im Herrenbereich
Kurz nach seinem sechzehnten Geburtstag am 26. März 2010, debütierte er daraufhin unter Trainer Dietmar Kühbauer für die Admira Juniors beim 0:2-Auswärtssieg gegen den SV Schwechat in der Regionalliga Ost. In Folge kam er bis zum Saisonende auf fünf weitere Einsätze ohne Torerfolg.
In die Spielzeit 2010/11 ging er bereits als fixes Kadermitglied der Juniors Mannschaft in der Regionalliga und startete als Stammspieler in die Saison. Von 2005 bis 2010 hatte er in insgesamt 100 Nachwuchsspielen 78 Tore erzielen können. Am 14. September 2010 feierte er unter dem inzwischen zum A-Mannschafts-Cheftrainer aufgestiegenen Kühbauer sein Debüt im Profifußball. In seinem zweiten Einsatz am 24. September 2010 gelang ihm beim Auswärtssieg gegen den FC Lustenau 07 sein erstes Profitor zum Endstand von 0:3.
Anfang Jänner 2013 wechselte er zum Ligakonkurrenten SK Rapid Wien. Er unterschrieb einen Vertrag bis Ende Juni 2016.

### FC Red Bull Salzburg
Zur Saison 2014/15 wechselte Sabitzer zum deutschen Zweitligisten RB Leipzig. Er unterschrieb einen Vertrag bis zum 30. Juni 2018 und wurde für eine Saison an den ebenfalls von Red Bull betriebenen Klub FC Red Bull Salzburg verliehen. So konnte eine Ausstiegsklausel gezogen werden, die nur für Auslandswechsel galt.
In seinem ersten Ligaspiel für Salzburg bereitete er gleich ein Tor vor, im zweiten traf er hingegen erstmals für die „roten Bullen“. Es folgten 18 weitere Bundesligatore sowie 15 -vorlagen, wettbewerbsübergreifend waren es letztendlich 27 Treffer sowie 21 Assists. Der am häufigsten als hängende Spitze oder Mittelstürmer eingesetzte 20-jährige Sabitzer war somit der zweiteffektivste Offensivspieler des Teams nach dem Spanier Jonathan Soriano (66 Scorerpunkte). Gemeinsam wurden beide Spieler mit ihrem Team am Ende der Saison österreichischer Meister und gewannen auch den nationalen Cup. In Letzterem wurden Sabitzer, Soriano sowie ihr Mitspieler Alan als beste Torschützen mit je sieben Treffern ausgezeichnet.

### RB Leipzig
Ab der Saison 2015/16 spielte Sabitzer für RB Leipzig. Mit den Worten „So gut, wie ich dachte, bin ich wohl doch nicht, sonst würde ich nicht in der zweiten deutschen Bundesliga spielen“ bewertete der Spieler seine eigenen Leistungen im Kontext dieses Transfers. Im ersten Jahr gelang ihm mit dem Verein aber dann als Tabellenzweiter dessen erstmaliger Aufstieg in die Bundesliga, zu dem er in 32 Spielen acht Tore und fünf Vorlagen beitrug. Sabitzer agierte meistens als letzter Mann vor dem Sturmzentrum, das entweder Yussuf Poulsen oder Davie Selke besetzte, und erzielte in drei Partien jeweils das einzige Tor des Spiels. Im Rückrundenspiel gegen den späteren Absteiger FSV Frankfurt, das mit 3:1 endete, war der Österreicher an allen drei Treffern direkt beteiligt und wurde vom kicker zum besten Spieler des Spiels gewählt. Unter Trainer Ralph Hasenhüttl, der Rangnick im Amt beerbte, etablierte sich bei Leipzig in der obersten deutschen Spielklasse ein Sturmduo aus Poulsen und dem Neuzugang Timo Werner. Hasenhüttl verzichtete darauf, mit einer hängenden Spitze oder einem offensiven Mittelfeldspieler spielen zu lassen und verschob somit beispielsweise Sabitzer auf den rechten Flügel, auf dem dieser nun überwiegend agierte. Seine Offensivleistungen blieben statistisch gesehen konstant, am Saisonende stand er erneut bei 13 Scorerpunkten. Das Spiel gegen den SV Darmstadt 98, das mit 2:0 endete, entschied Sabitzer mit seinen beiden Toren – zumindest offensiv – allein. In den letzten fünf Ligaspielen spielten die Leipziger dreimal remis, verloren einmal und besiegten Hertha BSC mit 4:1, standen aber nach dem 34. Spieltag trotzdem überraschend auf dem zweiten Platz hinter dem Meister FC Bayern München. Obwohl Sabitzer am häufigsten auf der rechten Außenbahn gespielt hatte, stufte ihn das kicker-Sportmagazin in seiner Rangliste des deutschen Fußballs als „offensiven Mittelfeldspieler“ ein. Er rangierte nach Abschluss der Hinrunde im „weiteren Kreis“ hinter dem Mönchengladbacher Lars Stindl sowie Kerem Demirbay von der TSG 1899 Hoffenheim; Letzterem wurde beispielsweise schon die „internationale Klasse“ bescheinigt. Später sollte er sagen „Im Rückblick war der Wechsel nach Leipzig die richtige Entscheidung.“
Teile der Spielzeit 2017/18 verpasste der Offensivspieler dann aufgrund zweier Schulterverletzungen, war aber abgesehen davon auch im dritten Jahr in Leipzig Stammkraft. In der Champions League bereitete Sabitzer in drei aufeinanderfolgenden Partien jeweils ein Tor vor, schoss jedoch in keinem der sechs Gruppenspiele ein eigenes. RB Leipzigs Premierensaison in der Königsklasse endete auf dem dritten Platz der Gruppe G, weshalb der Klub in der Folge in der Europa League weiterspielte. Hier gelangte man noch bis ins Viertelfinale, schied aber dann gegen den späteren Finalisten Olympique Marseille aus. Leipzig leistete sich vor allem in der Rückrunde Niederlagen gegen direkte Konkurrenten wie Hoffenheim oder Bayer 04 Leverkusen und beispielsweise auch gegen den 1. FC Köln, der am Saisonende abstieg. Mit zwei Zählern weniger als Hoffenheim oder auch Borussia Dortmund gelang es Sabitzer und seinem Team nicht, erneut in die Champions League einzuziehen. Trotz des Abschneidens Leipzigs wie auch der Verletzungsausfälle des Spielers, der in einem Spiel erstmals den abstinenten Spielführer Willi Orbán im Amt vertrat, war dieser der einzige „offensive Mittelfeldspieler“, dem nach Abschluss der Hinserie die „internationale Klasse“ für „außergewöhnliche Leistungen“ attestiert wurde. Zusätzlich wurde Sabitzer am Ende des Jahres 2017 erstmals als Österreichs Fußballer des Jahres ausgezeichnet und löste damit den Rekordsieger David Alaba ab, der diese Wahl zuvor sechsmal in Folge gewonnen hatte. Noch Im April 2018 verlängerte er seinen Vertrag bei RB Leipzig vorzeitig bis zum Jahr 2022.
Nach einem Wechsel auf der Trainerbank von Hasenhüttl zum Rückkehrer Ralf Rangnick, über den Sabitzer sagte „Ralf Rangnick hat mich immer unterstützt. Als er 2015 bei RB Leipzig Trainer in der zweiten Liga wurde, war der Reiz für mich noch größer, nach Leipzig zu kommen. Er hält sehr viel von mir. Ich vertraue ihm, wenn er mir Ratschläge gibt.“, spielte dieser in der Spielzeit 2018/19 wieder überwiegend hinter dem Sturmzentrum. In der Rückrunde bewährte sich der Österreicher als Teil einer Mittelfeldraute gemeinsam mit Emil Forsberg und Kevin Kampl. RB Leipzig verlor am 18. Spieltag gegen Dortmund sowie am letzten gegen Werder Bremen, abgesehen davon blieb das Team in der Rückserie ungeschlagen, gewann sogar ab dem 26. Spieltag sechsmal in Folge. Sabitzer konnte hierbei offensiv nicht mehr so häufig Akzente setzen, was sich auch darin widerspiegelte, dass sowohl Kampl wie auch Forsberg weit vor ihm in der Rangliste des deutschen Fußballs rangierten. Im DFB-Pokal schafften es die Leipziger, erstmals in ihrer Vereinsgeschichte bis ins Endspiel vorzudringen. Hier unterlag man dem gleichzeitigen Meister Bayern München aber mit 0:3. Für den Österreicher begann die Saison 2019/20 gut; als der Aufsteiger Union Berlin mit 4:0 besiegt wurde, assistierte Sabitzer seinen Mitspielern dreimal und war einmal selbst vor dem gegnerischen Tor erfolgreich gewesen. Im Verlauf der Hinrunde sammelte er weitere sieben Scorerpunkte und gehörte somit zu den effektivsten Leipziger Offensivspielern. Ab dem 10. Spieltag blieb RB ungeschlagen und gewann bis zum 16. Spieltag, an dem man sich mit 3:3 vom BVB trennte, jede Partie. Innerhalb der Winterpause wechselte Diego Demme nach Neapel, woraufhin Sabitzer auf ihn zunächst interimistisch im Amt des Mannschaftskapitäns folgte. Später wurde der Österreicher dann zum fixen Spielführer gewählt. Sabitzer, der zunächst wieder am häufigsten Flügelspieler gewesen war, wurde von Julian Nagelsmann, der die Mannschaft im Sommer 2019 von Rangnick übernommen hatte, in der Rückrunde wieder ins Mittelfeld beordert. Der Trainer äußerte sich mit den Worten „Er hat eine Grundbedeutung, weil er immer eine gute Leistung bringt und total stabil ist.“ über seinen Spieler und lobte dessen „Gier, taktische Intelligenz und Konstanz“. Sabitzer rückte zusehends ins zentrale Mittelfeld und konnte mit seinem Team in einer Saison, die ab dem Frühjahr 2020 von der COVID-19-Pandemie bestimmt wurde, den dritten Platz hinter Borussia Dortmund und dem Serienmeister Bayern München behaupten. Beispielsweise die Deutsche Welle bezeichnete ihn angesichts seiner Leistungen in der Mannschaft als „zentralen Fixpunkt“. „Sabitzer gibt die Kommandos an seine Nebenleute, bestimmt das Tempo und ist sich nicht zu schade, sich in vielen Zweikämpfen aufzureiben.“, resümierte die DW weiter. In der Champions League schoss der Leipziger Kapitän in der Gruppenphase zwei Tore, bereitete zwei weitere vor und konnte mit seiner Mannschaft diesmal in die Finalrunde vordringen. Hier entschied man erst das Hinspiel gegen Tottenham Hotspur mit 1:0 und schlug die Engländer schließlich im Rückspiel mit 3:0 im heimischen Stadion. Sabitzer selbst erzielte beim 3:0 zwei Tore und landete mit Leipzig schließlich sogar im Halbfinale. Ab dem Viertelfinale wurden jedoch im Rahmen der Pandemie keine Hin- und Rückspiele mehr ausgetragen, um den gesamteuropäischen Reiseverkehr zu entlasten.
In seiner letzten Saison in Leipzig verpasste es Sabitzer erneut, einen Titel mit dem Klub zu erringen. Im Endspiel um den nationalen Pokal unterlag man Dortmund mit 1:4, in der Bundesliga wurde man Zweiter hinter dem FC Bayern und in der Champions League warf der FC Liverpool die Sachsen nach zwei Spielen, die mit 0:2 endeten, im Achtelfinale aus dem Wettbewerb.

### FC Bayern München
Vor dem 4. Spieltag der Saison 2021/22 wechselte Sabitzer zum Rekordmeister FC Bayern München, der zuvor bereits seinen Leipziger Mitspieler Dayot Upamecano und den gemeinsamen Trainer Julian Nagelsmann verpflichtet hatte. Er unterschrieb bei den Münchnern einen bis zum 30. Juni 2025 gültigen Vertrag. Am Saisonende holte Sabitzer mit dem Verein dessen zehnte Meisterschaft in Folge und war hieran mit einem Tor und einer Vorlage beteiligt, seine einzigen direkten Torbeteiligungen in Pflichtspielen für den FCB. Sowohl das Ausscheiden im Pokal (0:5 gegen Borussia Mönchengladbach in der 2. Runde) sowie im Viertelfinale der Champions League gegen den amtierenden Europa-League-Sieger Villarreal musste er von der Bank aus verfolgen. Allgemein war es dem Österreicher nicht möglich, sich einen Stammplatz zu erkämpfen, da Nagelsmann die meiste Zeit auf Leon Goretzka im zentralen Mittelfeld setzte. Als Goretzka zwischen Dezember 2021 und April 2022 in Folge einer Hüftverletzung ausfiel, bot der Übungsleiter stattdessen Corentin Tolisso oder gar den 17-jährigen Jamal Musiala, der an sich eher Offensivspieler war, auf. Nagelsmann probierte es, da vor der Abwehr der Bayern neben Goretzka auch Joshua Kimmich eine prägende Rolle spielte, mit seinem „Wunschspieler“ auch manches Mal auf anderen Positionen. So konnte er ihn aber auf den Flügeln oder im offensiven Mittelfeld trotz allem nicht nachhaltig in das Spielsystem integrieren. Der kicker bewertete Sabitzer in der Bundesliga mit der Note 4,23 und vergab für ihn in zwei Partien eine 5,5. Zum einen beim 1:3 gegen Mainz 05, zum anderen, als er mit der Mannschaft dem FC Augsburg mit 1:2 unterlag; gegen die Augsburger verlor er einen Ball im Spielaufbau, woraufhin der Gegner das spielentscheidende 2:0 erzielen konnte.
Nachdem Goretzka zu Beginn der Folgesaison erneut ausfiel, diesmal aufgrund einer Operation am Knie, erhielt Sabitzer mehrere Startelfmandate. Er blieb mit den Münchnern an den ersten sechs Spieltagen ohne Niederlage, ehe man erneut gegen Augsburg verlor. Nach Goretzkas Rückkehr konnte der amtierende deutsche Meister ab dem 8. Spieltag eine weitere Serie ohne Niederlage starten und ein Mittelfelddreieck etablieren, das aus Kimmich, Goretzka und Musiala bestand. Dem Österreicher fiel so wieder nur die Rolle des Einwechselspielers zu. Erneut konnte Sabitzer nur je ein Tor und einen Assist zur Gesamtleistung beisteuern und überwinterte mit dem Verein als Herbstmeister, Champions-League-Gruppensieger mit voller Punktzahl sowie im Pokal-Achtelfinale stehend.

### Manchester United
Ende Jänner 2023 wurde Sabitzer nach England an Manchester United verliehen, nachdem sich dessen zentraler Mittelfeldspieler Christian Eriksen eine Sprunggelenksverletzung zugezogen hatte. Unter dem Gesichtspunkt der Leihe berichteten mehrere Portale, der FC Bayern wolle Sabitzers ehemaligen Leipziger Mitspieler Konrad Laimer, ebenfalls zentraler Mittelfeldspieler, im kommenden Sommer verpflichten und den dann 21-jährigen Ryan Gravenberch, der diese Position ebenfalls hauptsächlich bekleidete, weiter aufbauen.
Im Mai 2023 zog sich Sabitzer, seines Zeichens erster Österreicher im Dienste Manchester Uniteds, eine Meniskusverletzung im Knie zu und fiel damit bis zum Ende der Saison 2022/23 aus. Bis dahin absolvierte er elf Partien im englischen Oberhaus (eine Torvorlage) und war für die Red Devils auch in beiden Pokalwettbewerben aktiv gewesen. Auf dem Weg ins Endspiel des FA-Cups war der Österreicher beim Viertelfinalerfolg gegen Fulham mit einem Treffer beteiligt, im verloren gegangenen Finale gegen den Stadtrivalen Manchester City konnte er verletzungsbedingt nicht mehr tätig werden. Als Newcastle United Ende Februar 2023 in der Partie um den EFL-Cup mit 2:0 besiegt wurde, war Sabitzer hingegen noch spielfähig und kam in der Endphase des Spiels aufs Feld. Nachdem Manchester mit seinem Spieler in der Europa League bis ins Viertelfinale vorgedrungen war, traf man dort auf den FC Sevilla. Innerhalb von sieben Minuten schoss Sabitzer gegen die Spanier zwei Tore, welche allerdings ihrerseits von zwei Eigentoren durch Spieler Manchesters profitierten. Das Rückspiel ging mit 0:3 verloren, woraufhin Sabitzer und Manchester aus dem Wettbewerb ausschieden. Später gewann der FC Sevilla die Europa League.

### Borussia Dortmund

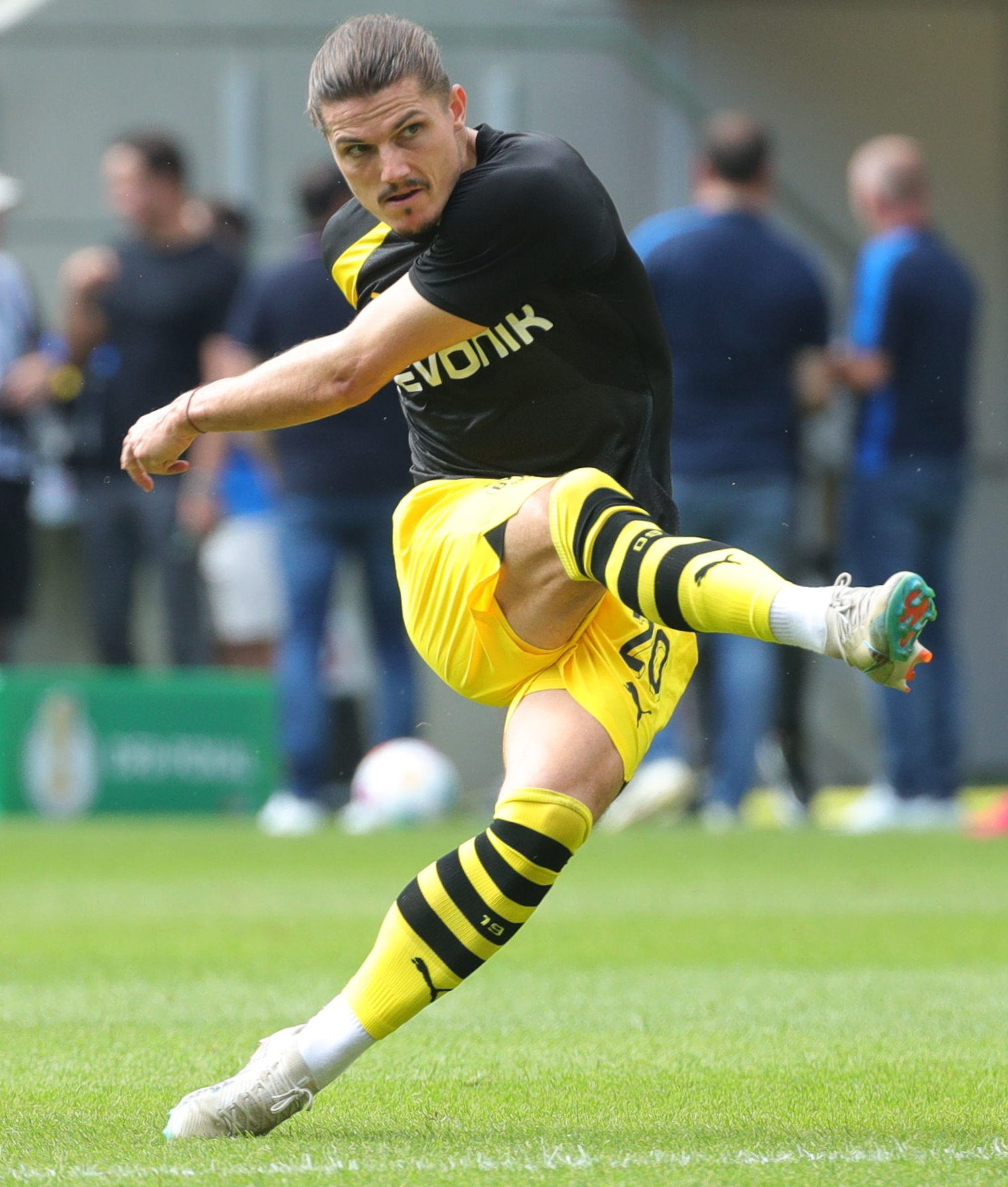
Sabitzer im Trikot von Borussia Dortmund (2023)

Zur Vorbereitung auf die Spielzeit 2023/24 kehrte Sabitzer zunächst zu Bayern München zurück, das mittlerweile seinen Landsmann Konrad Laimer verpflichtet hatte. Ende Juli 2023 wechselte Sabitzer zum Ligakonkurrenten Borussia Dortmund, bei dem er einen bis 2027 laufenden Vertrag erhielt. Als einer der Nachfolger des zentralen Mittelfeldspielers Jude Bellingham stand Sabitzer auf dieser Position in 16 von 19 Einsätzen bis zur Winterpause in der Startelf. Hierbei setzte sich der nun wieder defensiver agierende Österreicher unter anderem gegen einen anderen Neuzugang, Felix Nmecha, durch, profitierte aber vor allem im Winter auch von dessen Hüftverletzung. Sabitzer, der selbst einige Partien verletzungsbedingt verpasste, erreichte mit der Borussia den Gruppensieg in der Champions League und leistete in zwei Gruppenspielen jeweils eine Torvorlage. In der Bundesliga gelang den Dortmundern in den letzten vier Partien vor dem Jahreswechsel kein Sieg mehr, woraufhin sie in der Tabelle bis auf Rang 5 abrutschten. In der Bundesligarückserie blieb Sabitzer Stammkraft im zentralen Mittelfeld und bereitete drei Tore vor, beispielsweise den 1:1-Endstand im Aufeinandertreffen mit dem späteren Meister Bayer 04 Leverkusen. Darüber hinaus schoss der Österreicher beide Tore, als er mit Dortmund gegen Borussia Mönchengladbach gewann und verpasste in Folge einer Rotsperre zwei Spiele. Mit fünf Assists und einem Tor war Sabitzer einer der offensiven Erfolgsgaranten des BVB in der Champions League, allein drei Scorerpunkte steuerte er beim 4:2 gegen Atlético Madrid im Viertelfinalrückspiel bei, nachdem das Hinspiel noch mit 1:2 verloren ging. Im Endspiel – dem ersten, das eine Mannschaft des BVB seit 11 Jahren wieder erreichte – stand Sabitzer neben Kapitän Emre Can und Julian Brandt im Mittelfeld auf dem Feld und unterlag mit Dortmund dem Rekordsieger Real Madrid mit 0:2.
In den ersten sechs Spielen der Folgesaison 2024/25 wurde Sabitzer im rechten Mittelfeld eingesetzt, da der neue Cheftrainer Nuri Şahin den Neuzugang Pascal Groß in die Mittelfeldzentrale integrierte. Der Österreicher blieb hierbei ohne direkte Torbeteiligung und gab schließlich sogar öffentlich an, sich im Zentrum wohler zu fühlen, ohne seinen Übungsleiter jedoch direkt für dessen Aufstellungen zu kritisieren. Anschließend zog Şahin seinen Spieler aber von der Flügelposition wieder ab. Die Bundesligasaison verlief sowohl für den Spieler wie auch den Verein nicht zufriedenstellend. Stellenweise leistete man sich Niederlagen gegen Aufsteiger (Holstein Kiel), direkte Konkurrenten (Bayer 04 Leverkusen) oder sogar den gegenwärtigen Tabellenletzten (VfL Bochum). Somit stürzte der BVB zu Beginn der Rückserie sogar bis auf Rang 11 ab und verblieb hier auch mehrere Wochen lang. Den Saisonendspurt, in welchem Dortmund aus acht Partien 22 Punkte holte und noch bis auf den 4. Platz vordrang, verpasste Sabitzer überwiegend in Folge einer Knieverletzung. Am finalen Spieltag erzielte er sein erstes Saisontor beim 3:0 gegen Kiel, das bereits sicher abgestiegen war. In der Champions League war Sabitzer in zehn von 11 Partien von Beginn an dabei und gelangte mit der Mannschaft bis ins Viertelfinale gegen den FC Barcelona. Diese Spiele verpasste er aber aufgrund der bereits erwähnten Knieverletzung.

## Nationalmannschaft
Von 2009 bis 2010 bestritt er unter Trainer Thomas Janeschitz fünf Länderspiele für die U16-Nationalmannschaft, in denen er ein Tor erzielte.
Vom 24. bis 28. August 2010 kam er bei der 22. Auflage des internationalen TOTO-Jugendcup in Oberösterreich für die U17-Nationalmannschaft zum Einsatz. Sabitzer traf in allen drei Partien gegen Belgien, Kroatien und die Schweiz jeweils einmal und krönte sich zum Torschützenkönig des Turniers. Im letzten Spiel gegen die Schweizer U17 gelang ihm der entscheidende Siegtreffer zum Turniersieg. Im Mai 2012 wurde Sabitzer nach seinen guten Leistungen beim FC Trenkwalder Admira von Teamchef Marcel Koller erstmals in den A-Kader des Nationalteams einberufen. Er feierte sein Länderspieldebüt am 5. Juni 2012 in einem Testspiel gegen Rumänien. Am 30. Mai erzielte Sabitzer beim 1:1 gegen Island sein erstes Länderspieltor für Österreich. Nachdem er gegen Tschechien getroffen hatte, gelang ihm im Oktober 2015 in der laufenden EM-Qualifikation 2016 das 3:2-Siegtor gegen Montenegro.
Bei der Europameisterschaft 2016 in Frankreich wurde er in das Aufgebot Österreichs aufgenommen. In der Auftaktpartie gegen die Auswahl Ungarns wurde er im letzten Drittel beim Stand von 0:0 eingewechselt. Das Spiel ging 0:2 verloren. Des Weiteren stand er in den Partien gegen die Auswahlen Portugals und Island jeweils in der Startelf. Nach der Vorrunde schied er mit der Mannschaft aus dem Turnier aus. Im Mai 2021 wurde er in den vorläufigen Kader Österreichs für die EM 2021 berufen und schaffte es schlussendlich auch wieder in den endgültigen Kader, mit dem er bis zum Achtelfinale kam. Während des Turniers kam er in allen vier Partien Österreichs zum Einsatz.
Im Mai 2024 wurde er wiederum in den vorläufigen Kader Österreichs für die EM 2024 berufen und schaffte es schlussendlich auch in den endgültigen Kader.

## Erfolge und Auszeichnungen

### Vereine
FC Admira Wacker Mödling
- Österreichischer Zweitligameister und Aufstieg in die Bundesliga: 2011

FC Red Bull Salzburg
- Österreichischer Meister: 2015
- Österreichischer Cupsieger: 2015

RB Leipzig
- Aufstieg in die Bundesliga: 2016

FC Bayern München
- Deutscher Meister: 2022, 2023
- DFL-Supercup-Sieger: 2022

Manchester United
- Englischer Ligapokalsieger: 2023

### Auszeichnungen
- Österreichs Fußballer des Jahres (APA): 2017[45]
- Tor des Monats: Oktober 2019
- Torschützenkönig TOTO-Jugendcup: 2010 (Österreich U17)
- Torschützenkönig ÖFB-Cup 2014/15[45]
- 2024: 28. Bruno-Gala: Auszeichnung als Legionär der Saison[46]

## Persönliches
Er ist der Sohn des ehemaligen österreichischen Nationalspielers und früheren Stürmers des SV Austria Salzburg und des Grazer AK, Herfried Sabitzer. Mit der Gewinnerin der 2014 ausgestrahlten vierten Staffel der Fernsehshow Der Bachelor, Katja Kühne, hat er eine 2019 in Dresden geborene Tochter. Im Juli 2025 heiratete Sabitzer seine Verlobte Katja Kühne. 